# Paweł z Grabowa
Paweł Grabowski herbu Powała (ur. 1410, zm. 18 lutego 1479) – biskup chełmski (14 kwietnia 1463 – 18 lutego 1479), podskarbi nadworny koronny w 1454 roku, pisarz skarbowy królewski, archidiakon lubelski, kanonik poznański i krakowski.
Początkowo był giermkiem, potem rycerzem. Walczył między innymi w bitwie pod Warną (1444 r.), gdzie dostał się do niewoli tureckiej. Po odzyskaniu wolności, zgodnie ze złożonymi ślubami, wstąpił do zakonu, a następnie został przez Kazimierza Jagiellończyka mianowany biskupem chełmskim. Po zatwierdzeniu jego nominacji przez papieża Piusa II (14 kwietnia 1463) objął rządy w diecezji, której stolica – jak twierdzi Jan Długosz – jest w zupełnym upadku i należałoby ją przenieść do Hrubieszowa, miasta o większej liczbie ludności i lepiej urządzonego. Rzeczywiście, ciągłe najazdy ze wschodu i pożary spowodowały, że Chełm coraz bardziej podupadał. W związku z tym biskup Paweł powrócił do koncepcji Długosza i przedstawił Kazimierzowi Jagiellończykowi projekt przeniesienia stolicy biskupstwa. Król Polski w dokumencie wydanym 28 kwietnia 1473 w Lublinie zatwierdził tę zmianę, warunkując jednak jej wykonanie uprzednią zgodą Stolicy Apostolskiej. Prawdopodobnie konflikt istniejący pomiędzy papieżem Sykstusem IV a Kazimierzem Jagiellończykiem spowodował, że plany biskupa nie zostały wprowadzone w życie.
Był gwarantem pokoju toruńskiego 1466 roku.
Zmarł 18 lutego 1479 roku.